# Lucas Vásquez de Ayllón
Lucas Vásquez de Ayllón (Toledo, c. 1478 - 18 de outubro de 1526) foi um explorador espanhol.

## Carreira
Foi para Santo Domingo em 1502, onde foi nomeado juiz. Em 1520, a Audiência Real de Santo Domingo envia-o a Cuba com o fim de fazer desistir a Diego Velázquez de Cuéllar de enviar uma expedição comandada por Pánfilo de Narváez; não o conseguindo, dirigiu-se a Santiago de Cuba para alcançar a Narváez. Ao não conseguir convencê-lo e como era proprietário de um barco, viajou para o México com ele, onde tentou, sem êxito, negociar um acordo entre Hernán Cortés e Pánfilo de Narváez.
Em 1522 enviou uma expedição a oeste, comandada por Francisco Gordillo, que desembarcou no cabo Fear, na costa atlântica da actual Carolina do Norte.
Em 1523, com autorização do imperador Carlos I de Espanha, organizou uma expedição para procurar a Passagem do Noroeste até às Ilhas das Especiarias, explorando a costa oriental dos actuais Estados Unidos (estados da Virgínia e Carolina do Norte),
Em 1526, depois de receber do imperador Carlos direitos sobre as terras descobertas, organizou uma expedição de 600 pessoas para colonizar a costa do actual estado da Virgínia, onde fundou San Miguel de Guadalupe, a primeira colónia na América do Norte.
A colónia teria estado localizada perto da actual Baía de Chesapeake, que Ayllón chamou de «baía de Santa Maria», não muito longe da actual Jamestown (ou na Geórgia), Ayllón transportava escravos negros para trabalharem as terras (esta terá sido a primeira vez que os africanos chegaram à América no Norte). Aproveitando as disputas políticas entre os colonizadores, os escravos revoltaram-se e fugiram para o interior, tendo-se, provavelmente, misturado com os nativos americanos.
Ao não encontrar populações locais com quem trocar alimentos, ao fim de três mes Vázquez de Ayllón abandonou o local e partiu rumo a sul, até à Ilha de São Domingos. Dos 600 homens só voltaram 150, que declararam terem sofrido todo o tipo de carências, desde a fome e a doença até aos ataques das populações locais; e declararam que Ayllón tinha falecido nos braços de um frade dominicano.

## Nota
- Esta edição tem por base a existente na Wikipedia em espanhol.